# Ra
Ra (/rɑː/) hay Re (/reɪ/ hoặc /riː/; tiếng Ai Cập cổ đại: Rꜥ) là Thần mặt trời theo văn hóa Ai Cập cổ đại. Vào Vương triều thứ Năm ông trở thành vị thần tối cao trong tôn giáo Ai Cập cổ, và được miêu tả là ánh nắng mặt trời vào buổi trưa. Ý nghĩa của tên "Ra" chưa hoàn toàn chắc chắn, nhưng nhiều người nghĩ nếu nó không mang nghĩa là mặt trời thì nó có thể mang một số nghĩa liên quan tới 'sức mạnh sáng tạo' hay là 'người sáng tạo'.

## Vai trò
Đối với người Ai Cập, mặt trời đại diện cho ánh sáng, ấm áp, và tăng trưởng. Điều này làm cho các vị thần mặt trời rất quan trọng vì mặt trời được xem là người cai trị của tất cả những gì ông đã tạo ra. Người ta thường biểu thị bằng đĩa mặt trời, một vị thần với hình hài đầy đủ hay con mắt của Thần Ra.
Ra được hình dung là đang du hành trên một trong hai con thuyền mặt trời được gọi là Mandjet - Con thuyền của hàng triệu năm hoặc thuyền của buổi sáng, và Mesektet - thuyền của buổi tối. Hai con thuyền này đưa ông đi trên chuyến hành trình của mình xuyên qua bầu trời và xuống tận thế giới âm ty. Khi Ra du hành trên con thuyền mặt trời của mình, ông đi cùng với các vị thần khác nhau bao gồm Thần Sia (Thần của nhận thức) và Hu (Thần thi hành các mệnh lệnh) cũng như Heka (Thần của sức mạnh ma thuật). Thỉnh thoảng ông được sự giúp đỡ của gia đình 9 vị thần Ennead trên hành trình của mình, bao gồm Set người đã vượt qua con rắn hỗn mang độc ác Apep, và Mehen người bảo vệ chống lại những con quái vật của thế giới âm ty.
Apep, một con rắn khổng lồ đã cố gắng ngăn chặn cuộc hành trình của con thuyền mặt trời mỗi đêm bằng cách làm chi phối hay ngăn cản cuộc hành trình nhờ bài hát của nó với ánh mắt thôi miên. Vào buổi tối, người Ai Cập tin rằng Thần Ra dưới hình hài của Atum hoặc dưới hình dạng của một con cừu đực (Khnum). Mesektet hay Con thuyền của Ban đêm sẽ chở ông xuyên qua thế giới Âm ty và quay trở lại phía đông để chuẩn bị cho sự tái sinh của mình. Những huyền thoại về Thần Ra đại diện cho mặt trời mọc là sự tái sinh của mặt trời bởi Nữ thần Bầu trời Nut, do đó việc gán các khái niệm về sự tái sinh và đổi mới của Thần Ra cũng như làm tăng vai trò của mình như là một thần sáng tạo là điều dễ hiểu.

## Mô tả
Ra được thể hiện dưới nhiều hình dạng. Hình dạng phổ biến nhất là một người với đầu chim ưng và có đội vương miện với một đĩa mặt trời trên đĩnh đầu, ngoài ra còn ở dạng một người với đầu của bọ hung (Thần Ra trong hình dạng của Khepri), hay là người với đầu của Cừu đực (hình dạng của Khnum). Thần Ra còn thường được miêu tả dưới hình dạng đầy đủ của một con cừu đực, bọ hung, phượng hoàng, diệc, rắn, bò đực, mèo, hoặc sư tử cũng như nhiều loài sinh vật khác.. Ngoài ra, vầng hào quang trên đĩa mặt trời của thần Ra mạnh tới mức không người phàm tục hay vị thần nào có thể nhìn được.

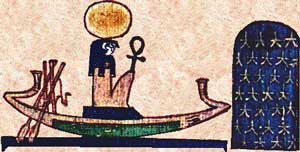
Thần Ra trên con thuyền Mặt trời.

## Trong văn hóa đại chúng
Trong nhiều tác phẩm giả tưởng dành cho thiếu niên của Rick Riordan, The Serpent's Shadow (2012), The Throne of Fire (2011).

## Mối liên hệ với các vị thần khác

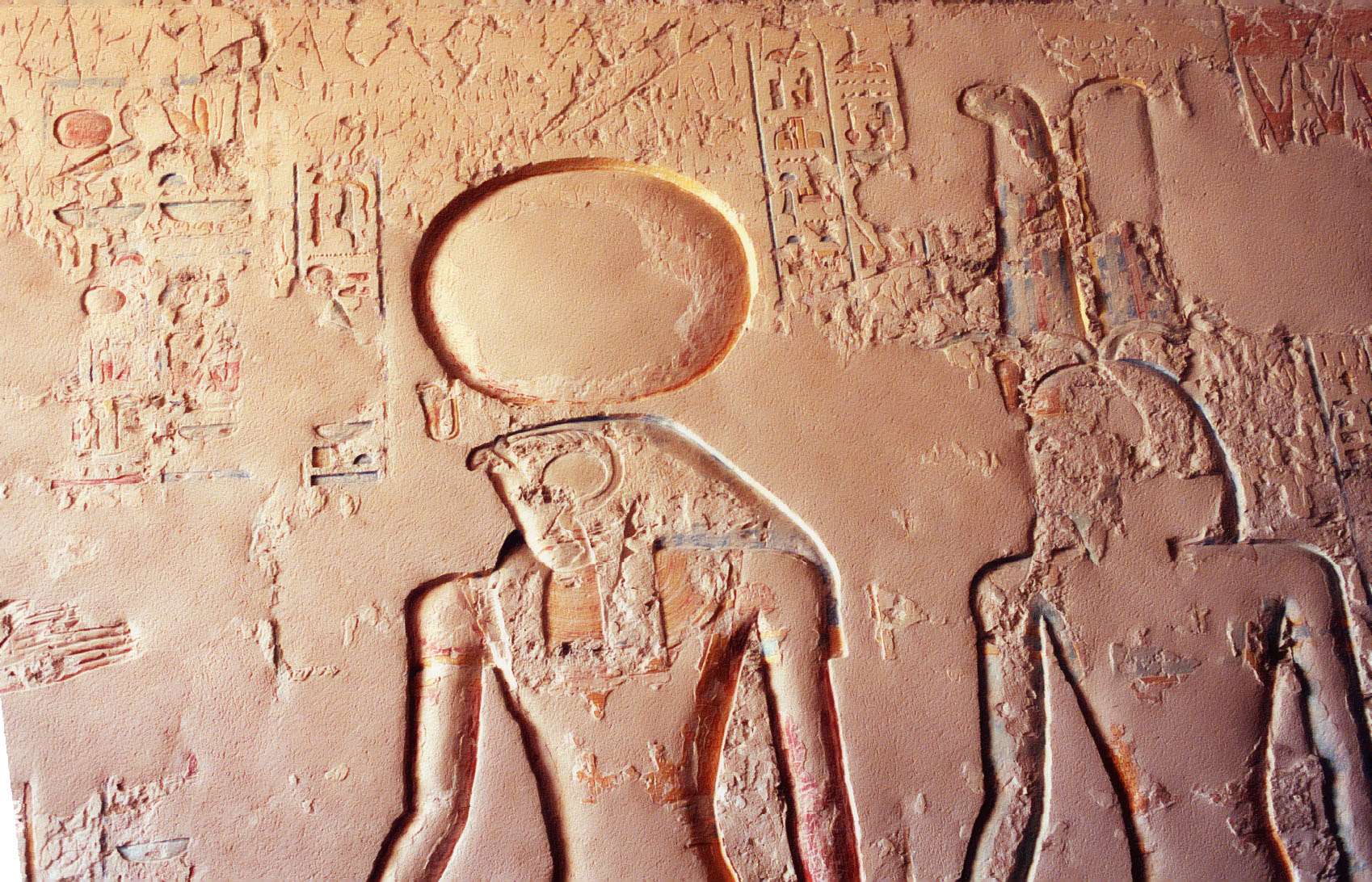
Thần Ra và Thần Amun, trong Lăng mộ của Ramses IV.

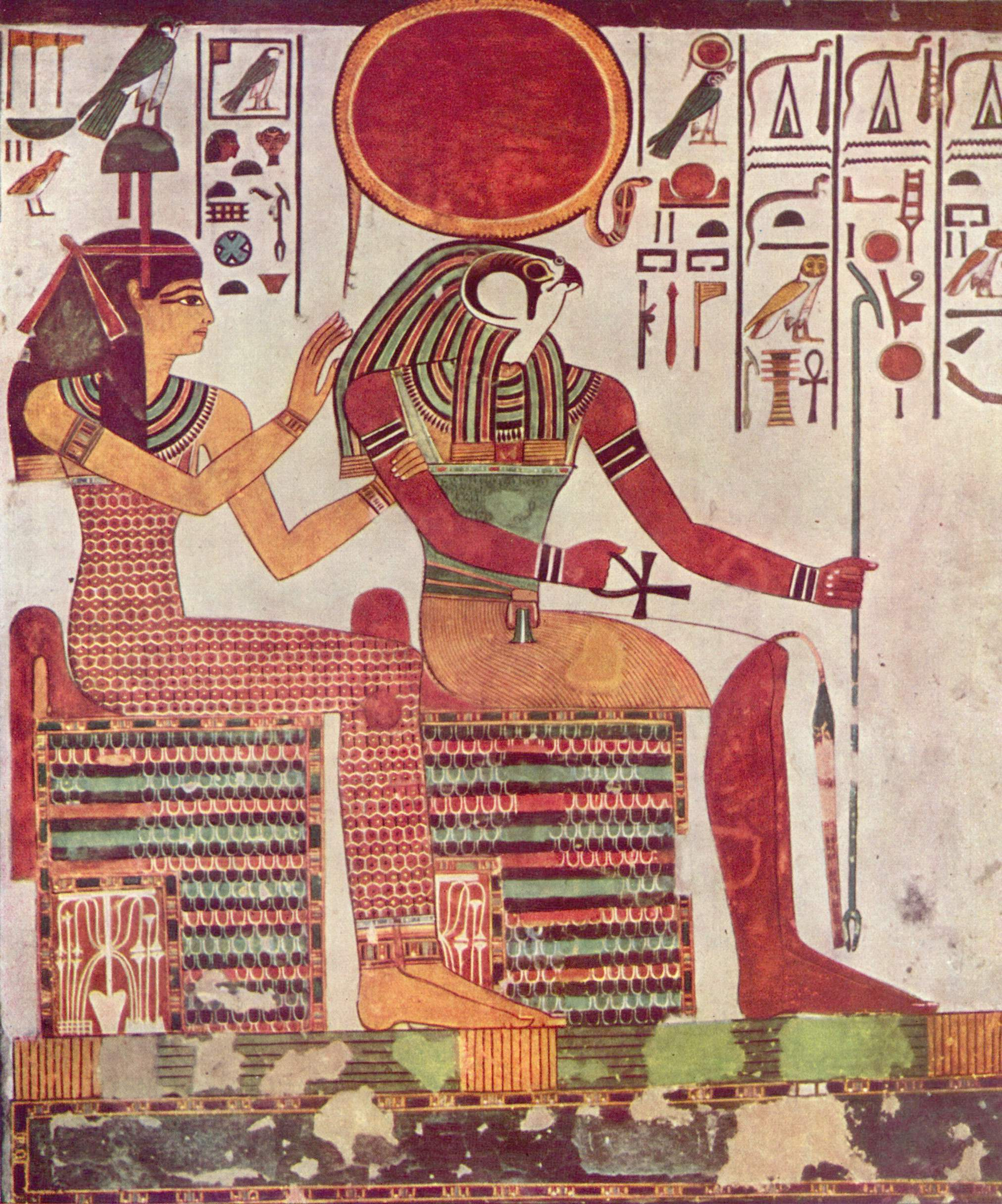
Hình vẽ Thần Imentet và Thần Ra trong Lăng mộ Nefertari 1298-1235 BC.

Cũng như nhiều vị thần Ai Cập được tôn thờ, bản sắc của Thần Ra thường được kết hợp với các thần khác, tạo thành một sự hòa trộn giữa các vị thần.
Atum và Atum-Ra
Atum-Ra (Ra-Atum) là một vị thần được tổng hợp và hình thành từ hai vị thần hoàn toàn riêng biệt, tuy nhiên Ra chia sẻ nhiều điểm tương đồng với Atum hơn so với Amun. Atum được liên kết chặt chẽ hơn với ánh nắng mặt trời, và cũng là thần sáng tạo của Ennead. Cả Ra và Atum được coi là cha đẻ của các vị thần và các vị vua, và được tôn thờ rộng rãi. Trong thần thoại cổ xưa, Atum là cha đẻ của Tefnut và Shu, và ông được sinh ra từ đại dương Nun.
Ra-Horakhty
Trong thần thoại Ai Cập về sau này, Ra-Horakhty là biểu hiện của một hoặc nhiều vị thần tổng hợp. Nó được hiểu là "Ra dưới hình hài Horus ở đường chân trời". Người ta gợi ý rằng Ra-Horakhty đơn giản là cuộc hành trình của mặt trời từ đường chân trời từ Đông sang Tây như Ra, hoặc có nghĩa để biểu thị Ra là thần biểu tượng của hy vọng và sự tái sinh. (Xem phần trước: Ra và mặt trời).
Khepri và Khnum
Khepri được biểu thị dưới dạng một con bọ cánh cứng (bọ hung) lăn quả cầu mặt trời lên vào buổi sáng, và đôi khi được coi là biểu hiện của thần Ra vào buổi sáng. Tương tự như vậy, thần Khnum đầu cừu đực cũng được coi là biểu hiện của thần Ra vào buổi tối. Ý tưởng về việc các vị thần khác nhau (hoặc khía cạnh khác nhau của Ra) ngự trị trong nhiều thời điểm khác nhau trong ngày là khá phổ biến. Khepri và Khnum đại diện cho bình minh và hoàng hôn, Ra thường là đại diện của buổi trưa khi mặt trời lên tới đỉnh điểm. Đôi khi hiện thân dưới dạng Horus được sử dụng thay vì Thần Ra.